# Canton du Vésinet
Le canton du Vésinet est une ancienne division administrative française, située dans le département des Yvelines et la région Île-de-France.

## Composition
Le canton du Vésinet comprenait deux communes jusqu'en mars 2015 :
- Le Vésinet : 15 921 habitants (chef-lieu de canton),
- Montesson : 13 750 habitants.

## Représentation
| Période | Période | Identité                      | Étiquette               | Qualité |
| ------- | ------- | ----------------------------- | ----------------------- | --- |
| 1967    | 1992    | Alain Jonemann                | RI puis UDF-PR puis RPR | Expert judiciaire Député (1988-1993) Maire du Vésinet (1965-1995) Vice-Président du Conseil Général (1970-1992)                                       |
| 1992    | 2015    | Jean-François Bel (1944-2023) | RPR puis UMP            | Directeur de filiale d'une entreprise industrielle Maire de Montesson (1995-2020) Vice-Président du Conseil Général Suppléant du député Jacques Myard |

## Démographie
| 1968   | 1975   | 1982   | 1990   | 1999   | 2006   | 2011   | 2012   |
| ------ | ------ | ------ | ------ | ------ | ------ | ------ | ------ |
| 27 812 | 27 480 | 28 464 | 28 310 | 29 671 | 31 179 | 31 199 | 31 181 |